# Храм Казанської Ікони Божої Матері (Чадир-Лунга)
Храм Казанської Ікони Божої Матері — культова споруда у м. Чадир-Лунга.

## Історія
Будівництво храму почалося у 1998 році недалеко від місця, де у 1972 році був зруйнований Свято-Дмитріївський храм. Точною копією саме цього храму і є Храм Казанської Ікони Божої Матері. Але у зв'язку з нестачею фінансування будівництво храму було завершене лише у 2008 році.
На місці колишнього храму наразі розташований будинок культури та бюст Михайлу Чакіру. Проект храму зробив племінник отця Дмитра, який закінчив Кишинівський архітектурно-будівельний технікум.

## Цікаві факти
- Церква є копією храму у селі Введенка Одеської області. Свято-Дмитріївський храм (копію якого було відновлено) та храм у Введенці збудувала у 1913 році одна компанія-забудовник.